# Граматика немачког језика
Граматика немачког одликује то да још увек садржи 4 падежа (номинатив, генитив, датив и акузатив) и 3 рода (мушки, женски и средњи), за разлику од других германских језика који су изгубили падеже и мушки и женски род су се спојили и направили заједнички род.

## Слова
1. A
2. Ä (споредно слово, као српско е)
3. B
4. C
5. D
6. E
7. F
8. G
9. H
10. I
11. J
12. K
13. L
14. M
15. N
16. O
17. Ö (споредно слово, каже се е, али се усне наместе за облик гласа о. Постоји и отворенија варијанта овог гласа)
18. P
19. Q
20. R
21. S
22. ß (споредно слово есцет, чита се с, јер је комбинација два с)[а]
23. T
24. U
25. Ü (споредно слово, каже се и, aли се усне наместе за облик гласа у. Постоји и отворенија варијанта овог слова)
26. V
27. W
28. X
29. Y
30. Z

Слово ß се никада не пише на почетку и увек се пише у средини или на крају, јер је ß комбинација два с.

## Читање и фонетика
Читање и фонетика се у овом примеру базирају на стандардном књижевном немачком.

### Самогласници

#### Монофтонзи
- a: [аː] ако је после њега један сугласник
- a: [a] ако је после њега двоструки сугласник
- ä, ae, e: [eː] глас ae је исто што и ä, само се најчешће користи када на тастатури нема слова ä
- ä, ae: [ɛ] ако се после њих налази двоструки сугласник
- e, ä, ae: [ɛː] ако се после њих налази један сугласник
- e: [⁠ə⁠] се тако чита када се налази на крају или при крају речи или у префиксима ge- и be-
- er: [ɐ] се тако чита на крају речи. Не важи за једносложне речи
- i: [ɪ]
- ie: [iː] не важи за стране речи и државе које се завршавају на -ien
- o: [⁠ɔ⁠] када се после њега налази двоструки сугласник
- o, оw: [oː] када се после њега налази један сугласник. Глас оw се углавном налази код имена насеља
- ö, oe: [øː⁠] (или мукло е), каже се е, само се скупе усне у круг као да ће се рећи о. Oвако се читају ако се после њих налази један сугласник. Глас oe је исто што и ö, само се најчешће користи када на тастатури нема слова ö
- ö, oe: [œ⁠] овако се читају ако се после њих налази двоструки сугласник. Отвореније је од гласа [øː⁠]
- r: [ɐ̯] када је на крају слога или када после њега постоје још неки сугласници у једносложној речи, нпр.: erst (први). Крај слога је у немачком најчешће после самогласника
- u: [uː⁠⁠] овако се чита ако се после њега налази један сугласник
- u: [ʊ⁠⁠] овако се чита ако се после њега налази двоструки сугласник
- ü, ue, ui, y: [yː] (или фућкајуће и), каже се и, само се скупе усне у круг као да ће се рећи у. Овако се читају ако се после њих налази један сугласник. Глас ue је исто што и ü, само се најчешће користи када на тастатури нема слова ü
- ü, ue, ui, y: [ʏ⁠] овако се читају ако се после њих налази двоструки сугласник. Треба наговестити да је овај глас отворенији од гласа [yː⁠]

У примерима је већ примећено да се самогласници разликују по дужини у зависности од тога где се налазе. У истим случајевима када су продужени може да се после њих налазе и h, ß и када се ss користи уместо ß, пример: Höhle [høːlə], Mühle [ˈmyːlə] и Straße [ˈʃtʁaːsə].
Такође, када се налази африкат [p͡f] и неколико различитих сугласника после самогласника, тада се самогласник кратко чита, нпр.: gültig: [ˈgʏ⁠ltɪç].
Кратки самогласници се углавном јављају код неколико различитих сугласника и два удвостручена сугласника.
Треба рећи да се понекада одступа од правила читања најчешће код грађења речи или појединих позајмљеница. Нпр., у речи zuerst се глас ue чита баш онако како је написано, а не [ʏ⁠] или [yː].

#### Дифтонзи
- ei, ai, ey, ay: [aɪ̯]
- au: [aʊ̯]
- eu, äu, aeu: [ɔʏ] или [ɔɪ̯]

Eu се тако не чита само у речима Museum (музеј), Eureka (еурека), Feuilleton (чланак) и код позајмљеница које се завршавају на -eur

### Сугласници
- c: [t͡s] (испред e, i & y)
- c: [k] у осталим случајевима. Када је c само како год се чита (да није у диграфима ch и ck) се налази у страним речима и властитим именима
- ch: [x] (ређе као [χ]) када се налази после слова a, o & u
- ch: [ç] када је у осталим случајевима. То је меко х
- chs: [ks] једино не важи код речи nächst
- ck, k: [k]
- el: [l̩] се тако чита на крају речи, осим ако слово l није двоструко
- em: [m̩] се тако чита на крају речи
- en: [n̩] се тако чита на крају речи
- f, ph, v: [f] диграф ph се углавном налази код речи грчког порекла
- g: [g]
- h: [-] не чита се уопште када је у средини речи
- j: [j]
- ng: [ŋ]
- nk: [ŋk]
- pf: [p͡f]
- qu: [kv]
- r, rh: [ʁ] или [ʀ] у осталим случајевима. Слично звуче и оба настају код грла
- s: [z] пре самогласника
- sch: [ʃ]
- sp: [ʃp] се тако чита када је на почетку речи или у изведеним речима које користе реч која почиње на sp
- ss, ß: [s]
- st: [ʃt] се тако чита када је на почетку речи или у изведеним речима које користе реч која почиње на st
- t, dt, th: [t]
- tsch, tzsch, zsch: [t͡ʃ] гласови tzsch и zsch се углавном налазе код имена
- ti: [t͡sɪ̯] на крају или при крају речи латинског порекла које се завршавају на наставке -tion, -tia, -tial, -tiar, -tiär, -tie, -tiell, -tient, -tiös, -tium
- w: [v]
- z, tz: [t͡s] једино не важи ово за реч Quiz

Двострука слова се читају као и да је само једно написано.
Понекада се одступа од правила читања најчешће код грађења речи. Нпр., у речима Walhai и enthalten се слово h се чита.
Када су нека имена или стране речи у питању, одступа се од правила читања, нпр.: Verb, Alkohol или Johann.

### Специјална комбинација
- ig: [ɪç] на крају речи, чак и када се дода слово t или реч keit.

### Гласови код позајмљеница
- dsch: [d͡ʒ] када се тај глас транскрибује на немачки
- g: [ʒ] код француских позајмљеница, када је g из француских позајмљеница испред e, i и y.

### Звучни гласови на крају речи и пре безвучног сугласника
Гласови на крају речи или пре безвучног сугласника се читају као:
- b: [p]
- g: [k]
- d: [t]
- w: [f]

Безвучни сугласници у немачком, али и у српском су: [p], [t], [k], [s], [ʃ], [t͡ʃ], [f], [h] и [t͡s]. Немачки такође поседује безвучне гласове [x], [χ] и [ç]. Не поседује безвучни глас [t͡ɕ] и звучне [d͡ʑ], [d͡ʒ] и [ʒ] у својим речима, искључиво у позајмљеницама. Ако испада да се неки од звукова који не постоји у немачком, као нпр., у речи Dschungel, значи да је глас транскрибован (прилагођен језику на ком се преводи) на немачки.

Остала слова и гласови, сем ових у правилу читања, читају се као и у српском.

### Самогласници

#### Монофтонзи
- a - [аː]: kam
- a - [a]: Kamm
- ä, ae, e- [eː]: stehlen
- ä, ae, e - [ɛ]: stellen
- e, ä, ae - [ɛː]: Käse, Pflege
- e - [⁠ə⁠]: besprechen, gewinnen, bitte
- er - [ɐ]: weiter, Teilnehmer
- i - [ɪ]: Schnitt, Mittwoch
- ie - [iː]: Wien, bieten
- o - [⁠ɔ⁠]: offen, Holz
- o, оw - [oː]: Ofen
- ö, oe - [øː⁠]: Höhle, Österreich (као изузетак), König
- ö, oe - [œ⁠]: Löffel, öffnen
- r - [ɐ̯]: jährlich, erfahren, Tier, Stern
- u - [uː⁠⁠]: Zug
- u - [ʊ⁠⁠]: Mutter, Verwendung
- ü, ue, ui, y - [yː]: Mühle, über, Hygiene, typisch
- ü, ue, ui, y - [ʏ⁠]: Müller, Füller, Uelzen

#### Дифтонзи
- ei, ai, ey, ay - [aɪ̯]: Fleisch, Main, Steyr, Haydn
- au - [aʊ̯]: auf, laufen
- eu, äu, aeu - [ɔʏ] или [ɔɪ̯]: Deutschland, Eule

### Сугласници
- c - [t͡s]: Jacek, Mercedes
- c - [k]: Cottbus, Marcus
- ch - [x]: machen, beachten
- ch - [ç]: ich, Rechnung
- chs - [ks]: sechs, Achsen
- ck, k - [k]: Knie, Rücken
- el - [l̩]: Nahrungsmittel, Löffel
- em - [m̩]: großem
- en - [n̩]: zeichnen, malen
- f, ph, v - [f]: Frage, Phänomen, verstehen
- g - [g]: Geist, gültig
- h - [-]: Fahrer, froh
- j - [j]: Jahr, jung
- ng - [ŋ]: Junge, Erklärung
- nk - [ŋk]: Bank
- pf - [p͡f]: Pfirsich, Pflege, Apfel
- qu - [kv]: bequem, Quatsch, Quelle
- r, rh - [ʁ] или [ʀ]: Rechner, Rücken
- s - [z]: Seite, gesamt
- sch - [ʃ]: Schweiz, schlafen
- sp - [ʃp]: sprechen, abspielen
- ss, ß - [s]: Spaß, essen
- st - [ʃt]: Straße, Stück, Stein, Frühstück, Liechtenstein
- t, dt, th - [t]: Tür, Stadt, Thema
- tsch, tzsch, zsch - [t͡ʃ]: Deutsch, Nietzsche
- ti - [t͡sɪ̯]: Navigation, Patient
- w - [v]: Wasser, Wetter
- z, tz - [t͡s]: Zeichnung, Herz, Matratze

### Специјална комбинација
- ig - [ɪç]: sonnig, Geschwindigkeit, beschäftigt

### Звучни гласови на крају речи и пре безвучног сугласника
- b - [p]: ab, Abschnitt
- g - [k]: Tag, gesagt
- d - [t]: spielend

## Лица
- 1.  (ја)
- 2.  (ти)
- 3. Er, Sie, Es (он, она, оно)
- 1.  (ми)
- 2.  (ви)
- 3.  (они, оне, она)/Sie (Ви, заменица за персирање (формални говор), односно, слична је као заменица Ви у српском)

У немачком, када се неко уводи у причу, лична заменица је обавезна. Међутим, ако се та особа још увек спомиње, лична заменица други пут није обавезна, нпр:
Ich heiße ... und (ich) bin ... (Jahre alt). (Ја се зовем ... и имам ... година).

## Глагол "бити"
Глагол бити је sein.
- 1.
- 2.
- 3.
- 1.
- 2.
- 3. /

## Основни појмови
- - здраво
- - добро јутро
- - добар дан
- - добро вече
- - довиђења
- - како си/сте, како иде
- - хвала
- - молим, изволи/изволите, нема на чему
- - Ја се зовем
- - Ја имам ... година
- - да
- - не

Када се углавном обраћа старијој или непознатој особи, у немачком се углавном јави са Guten Tag.

## Основни бројеви
- 1
- 2
- 3
- 4
- 5
- 6
- 7
- 8
- 9
- 10
- 11
- 12
- 13
- 14
- 15
- 16
- 17
- 18
- 19
- 20
- 21
- 30
- 40
- 50
- 60
- 70
- 80
- 90
- 100
- 1000

Бројеви који су после 20, а да нису десетице, као и код многих других германских језика, праве се увек оваквом комбинацијом: јединица + везник und + десетица. Притом се све то пише заједно.

## Чланови и родови
У немачком постоје три рода: мушки, женски и средњи (са множином као један засебан род, где нема три иста иста у множини), где постоје три одређена и два неодређена члана за једнину, а за множину постоји само одређен члан die. Постоји такође и одрични члан kein (који се такође употребљава и у множини) :
Der - означава мушки род ;
Die - означава женски род ;
Das - означава средњи род ;
Die - означава множину.
Ово су неодређени чланови:
Ein - означава мушки и средњи род ;
Eine - означава женски род.
Ово су одрични чланови (који имају идентичне облике и употребу као и неодређени чланови, само што постоји један и за множину):
Kein - означава мушки и средњи род ;
Keine - означава женски род и множину.
Сви они се мењају у одређеним ситуацијама, тј. у промени падежа или броја именице.

## Падежи и њихова функција
У немачком постоје 4 падежа. То су: номинатив, генитив, датив и акузатив.

### Номинатив
Номинатив се у немачком баш као и у српском употребљава када се ради о граматичком субјекту.

### Генитив
Генитив се углавном користи када се исказује нека припадност, нпр. у реченици: Das ist das Telefon eines Freundes (ово је пријатељов телефон). За овај падеж је у мушком и средњем роду обавезно да се дода наставак при деклинацији. Генитив личних заменица не постоји. Када се мисли да имена особа имају генитив, то се углавном мисли овако: Das ist Martins Telefon (oво је Мартинов телефон). У осталим случајевима се генитив не употребљава (и за имена).

### Датив
Датив се користи баш као и у српском да се неком нешто намењује или предлаже. Такође, српски локатив је у немачком датив. Постоји такође и исказивање припадности када се исказује са предлогом von, нпр. у реченици Das ist das Telefon von einem Freund (ово је пријатељов телефон). Такав начин се настоји да се чешће употребљава него генитив да би се језик олакшао. Једино где не може да се замени за генитив јесте када је у питању везник wegen (због) као у реченици Wegen der Autobahn (због аутопута). За овај падеж је у множини обавезан наставак. Баш као и у српском, тако се датив у немачком користи када је неко стање мировања, када се тело не креће, односно када приповедач који прича о себи или некој другој особи која не хода, не иде или не трчи. Нпр. у реченици Ich bin im Zug (у возу сам). Предлог im је комбинација предлога in (у) и члана мушког или средњег рода (у овом случају мушког рода) у дативу dem. Та комбинација може и за предлоге an (на, као у српском примеру на зиду), von (од, када замењује генитив), zu (значење је као и енглеско to, али се на њега налепи само m, када су у питању мушки и средњи род, односно r, када је у питању женски род) и bei (код). Међутим, ако се предлог завршава на сугласник, склони се тај последњи сугласник и тек онда залепи m, када су у питању мушки и средњи род. Нпр.: Im Kino и In dem Kino. Не може такође да се лепи ни за један предлог слово r да се покаже да је у питању женски род, осим за предлог zu. А ако се употребљава датив за стање кретања, казало би се, нпр.: Ich gehe zum Kino (идем до биоскопа).

### Акузатив
Акузатив се користи баш као и у српском, када се исказује неки прави објекат или када се исказује нечија припадност, нпр. у реченицама Ich habe einen Termin (имам састанак) и Für einen Bruder (за брата). Такође се користи када хоће да се искаже неко стање кретања, нпр. у реченици Ich gehe in den Park (идем у парк). Када се неки предлози налазе са именицом и чланом средњег рода, онда се предлог и члан спајају, нпр.: Ich gehe ins Kaufhaus. Овде су се предлог in и члан das спојили, само што се од члана узима слово s и ставља на предлог. Исто се може применити и код предлога an, auf и für.

## Деклинација и облици

### Чланови

#### Одређени
Ево табеле деклинације одређених чланова и члана множине:
| Падеж     | мушки | средњи | женски | множина |
| --------- | ----- | ------ | ------ | ------- |
| Номинатив | der   | das    | die    | die     |
| Генитив   | des   | des    | der    | der     |
| Датив     | dem   | dem    | der    | den     |
| Акузатив  | den   | das    | die    | die     |

#### Неодређени
Ево табеле деклинације неодређених чланова:
| Падеж     | мушки | средњи | женски |
| --------- | ----- | ------ | ------ |
| Номинатив | ein   | ein    | eine   |
| Генитив   | eines | eines  | einer  |
| Датив     | einem | einem  | einer  |
| Акузатив  | einen | ein    | eine   |

#### Одрични
Ево табеле деклинације одричних чланова:
| Падеж     | мушки  | средњи | женски | множина |
| --------- | ------ | ------ | ------ | ------- |
| Номинатив | kein   | kein   | keine  | keine   |
| Генитив   | keines | keines | keiner | keiner  |
| Датив     | keinem | keinem | keiner | keinen  |
| Акузатив  | keinen | kein   | keine  | keine   |

### Именице
Немачки је инфлексијски језик - што значи да се односи међу реченичким елементима исказују променом речи, односно додавањем наставака (наставци за падеж, наставци за број, наставци за време за глаголе ...).
Немачке именице спадају у:
- једну од три деклинације
- један од три рода: средњи, женски и мушки. Завршетак речи може да да информацију о роду; за већину именица род не зависи од наставка (за разлику од српског, где су именице које се завршавају сугласником мушког рода, са -а женског, а са -о и -е средњег)
- два броја: једнину и множину (неки језици имају и двојину, нпр. старословенски)
- четири падежа: номинатив, генитив, датив и акузатив (са сличним значењем као и у српском језику)

Иако је немачки инфлексијски језик, у односу на старовисоконемачки, исландски или ферјарски, број наставака је знатно мањи. Три рода нестају у множини, који се понаша као четврти род. Са четири падежа и три рода и множином, постоји укупно 16 комбинација падежа и рода/броја. Додавање наставака на именице је обавезно за генитив мушког и средњег рода, али не за женски род или множину. Са друге стране, наставак је обавезан у дативу множине, осим ако се реч завршава на -n или -s. Постоје и наставци за датив мушког и средњег рода, али се врло ретко срећу, чак ређе него што се нпр. аорист користи у стандардном српском језику када би требало (углавном се мења перфектом). Та врста деклинације се зове н- или слаба деклинација.
Множина именица у немачком се гради на следеће начине:
- -(e)n ; (die Ente, die Enten) ;
- -e ; (der Freund, die Freunde) ;
- -(e)r ; (das Ei, die Eier) ;
- -s ; (das Auto, die Autos) ;
- не промени се: (das Fenster, die Fenster) ;
- ¨ ; (der Mantel, die Mäntel) ;
- ¨ + -e ; (der Stuhl, die Stühle) ;
- ¨ + -er ; (das Buch, die Bücher).

| Падеж     | Деклинације именице der Mann (човек) | Деклинације именице die Frau (жена) | Деклинације именице das Zimmer (соба) | Деклинације именице die Freunde (пријатељи) (множина) |
| --------- | ------------------------------------ | ----------------------------------- | ------------------------------------- | ----------------------------------------------------- |
| Номинатив | der Mann                             | die Frau                            | das Zimmer                            | die Freunde                                           |
| Генитив   | des Mannes                           | der Frau                            | des Zimmers                           | der Freunde                                           |
| Датив     | dem Mann                             | der Frau                            | dem Zimmer                            | den Freunden                                          |
| Акузатив  | den Mann                             | die Frau                            | das Zimmer                            | die Freunde                                           |

#### Н- или слаба деклинација
Н- или слаба деклинација је промена одређене групе где именица у свим падежима изузев номинатива једнине, добија наставак -n или -en. Такође, генитив једнине у мушком и средњем роду не добија -s или -es.
Ова деклинација се врши овако:
- Када се именице мушког рода завршавају на -е.

| Падеж     | Деклинације именице der Hase (зец) | Деклинације именице der Hase (зец) | Деклинације именице der Junge (дечак) | Деклинације именице der Junge (дечак) | Деклинације именице der Deutsche (Немац) | Деклинације именице der Deutsche (Немац) |
| --------- | ---------------------------------- | ---------------------------------- | ------------------------------------- | ------------------------------------- | ---------------------------------------- | ---------------------------------------- |
| Номинатив | der Hase                           | die Hasen                          | der Junge                             | die Jungen                            | der Deutsche                             | die Deutschen                            |
| Генитив   | des Hasen                          | der Hasen                          | des Jungen                            | der Jungen                            | des Deutschen                            | der Deutschen                            |
| Датив     | dem Hasen                          | den Hasen                          | dem Jungen                            | den Jungen                            | dem Deutschen                            | den Deutschen                            |
| Акузатив  | den Hasen                          | die Hasen                          | den Jungen                            | die Jungen                            | den Deutschen                            | die Deutschen                            |

- Одређени број именица мушког рода које означавају мушке особе и животиње, али се не завршавају на -e, такође се деклинирају на исти начин, додајући суфикс -(e)n у свим случајевима осим у номинативу једнине.

| Падеж     | Деклинације именице der Bauer (фармер) | Деклинације именице der Bauer (фармер) | Деклинације именице der Mensch (човек) | Деклинације именице der Mensch (човек) | Деклинације именице der Elefant (слон) | Деклинације именице der Elefant (слон) |
| --------- | -------------------------------------- | -------------------------------------- | -------------------------------------- | -------------------------------------- | -------------------------------------- | -------------------------------------- |
| Номинатив | der Bauer                              | die Bauern                             | der Mensch                             | die Menschen                           | der Elefant                            | die Elefanten                          |
| Генитив   | des Bauern                             | der Bauern                             | des Menschen                           | der Menschen                           | des Elefanten                          | der Elefanten                          |
| Датив     | dem Bauern                             | den Bauern                             | dem Menschen                           | den Menschen                           | dem Elefanten                          | den Elefanten                          |
| Акузатив  | den Bauern                             | die Bauern                             | den Menschen                           | die Menschen                           | den Elefanten                          | die Elefanten                          |

- Именице мушког рода, латинског порекла и завршавају се на:
  - -ant, -and:

| Падеж     | Деклинације именице der Musikant (музикант) | Деклинације именице der Musikant (музикант) | Деклинације именице der Doktorand (докторант) | Деклинације именице der Doktorand (докторант) |
| --------- | ------------------------------------------- | ------------------------------------------- | --------------------------------------------- | --------------------------------------------- |
| Номинатив | der Musikant                                | die Musikanten                              | der Doktorand                                 | die Doktoranden                               |
| Генитив   | des Musikanten                              | der Musikanten                              | des Doktoranden                               | der Doktoranden                               |
| Датив     | dem Musikanten                              | den Musikanten                              | dem Doktoranden                               | den Doktoranden                               |
| Акузатив  | den Musikanten                              | die Musikanten                              | den Doktoranden                               | die Doktoranden                               |

- или:
  - -еnt:

| Падеж     | Деклинације именице der Student (студент) | Деклинације именице der Student (студент) |
| --------- | ----------------------------------------- | ----------------------------------------- |
| Номинатив | der Student                               | die Studenten                             |
| Генитив   | des Studenten                             | der Studenten                             |
| Датив     | dem Studenten                             | den Studenten                             |
| Акузатив  | den Studenten                             | die Studenten                             |

- или:
  - -ist:

| Падеж     | Деклинације именице der Jurist (правник) | Деклинације именице der Jurist (правник) |
| --------- | ---------------------------------------- | ---------------------------------------- |
| Номинатив | der Jurist                               | die Juristen                             |
| Генитив   | des Juristen                             | der Juristen                             |
| Датив     | dem Juristen                             | den Juristen                             |
| Акузатив  | den Juristen                             | die Juristen                             |

- или:
  - -at:

| Падеж     | Деклинације именице der Diplomat (дипломата) | Деклинације именице der Diplomat (дипломата) |
| --------- | -------------------------------------------- | -------------------------------------------- |
| Номинатив | der Diplomat                                 | die Diplomaten                               |
| Генитив   | des Diplomaten                               | der Diplomaten                               |
| Датив     | dem Diplomaten                               | den Diplomaten                               |
| Акузатив  | den Diplomaten                               | die Diplomaten                               |

##### Изузеци
нпр:
| Падеж     | Деклинације именице das Herz (срце) | Деклинације именице das Herz (срце) |
| --------- | ----------------------------------- | ----------------------------------- |
| Номинатив | das Herz                            | die Herzen                          |
| Генитив   | des Herzens                         | der Herzen                          |
| Датив     | dem Herzen                          | den Herzen                          |
| Акузатив  | das Herz                            | die Herzen                          |

| Падеж     | Деклинације именице der Herr (господин) | Деклинације именице der Herr (господин) |
| --------- | --------------------------------------- | --------------------------------------- |
| Номинатив | der Herr                                | die Herren                              |
| Генитив   | des Herrn                               | der Herren                              |
| Датив     | dem Herrn                               | den Herren                              |
| Акузатив  | den Herrn                               | die Herren                              |

### Придеви
Придеви у немачком се мењају по поређењу, роду, броју и падежу. Углавном стоје испред именице у реченици.

#### Прављење компаратива и суперлатива
Оно што важи за сваке придеве што се тиче грађе компаратива јесте то што се додаје наставак -еr и суперлатива -sten. У немачком се компаратив гради на следеће начине:
| Умлаутизовањем самогласника a, o или u (не увек), па онда додавањем наставка -еr (за компаратив) и -sten (за суперлатив) | Умлаутизовањем самогласника a, o или u (не увек), па онда додавањем наставка -еr (за компаратив) и -sten (за суперлатив) | Умлаутизовањем самогласника a, o или u (не увек), па онда додавањем наставка -еr (за компаратив) и -sten (за суперлатив) | Само се додаваје наставак -еr (за компаратив) и -sten (за суперлатив) | Само се додаваје наставак -еr (за компаратив) и -sten (за суперлатив) | Само се додаваје наставак -еr (за компаратив) и -sten (за суперлатив) | Изузеци | Изузеци    | Изузеци     |
| Позитив | Компаратив | Суперлатив | Позитив                                                               | Компаратив                                                            | Суперлатив                                                            | Позитив | Компаратив | Суперлатив  |
| --- | --- | --- | --------------------------------------------------------------------- | --------------------------------------------------------------------- | --------------------------------------------------------------------- | ------- | ---------- | ----------- |
| arm | ärmer | am ärmsten | reich                                                                 | reicher                                                               | am reichsten                                                          | gut     | besser     | am besten   |
| groß | größer | am größten | häufig                                                                | häufiger                                                              | am häufigsten                                                         | gern    | lieber     | am liebsten |
| alt | älter | am ältesten | selten                                                                | seltener                                                              | am seltensten                                                         | viel    | mehr       | am meisten  |

Када се неко пореди да је исто што и то, онда се каже овако:
Er ist so groß wie ich (Висок је као ја).
Али када се неко пореди у компаративу, онда се каже овако:
Er ist größer als ich (Виши је него ја или виши је од мене).
Када се каже да је неко нпр. највиши нешто, онда се каже овако:
Er ist der größte Junge (Он је највиши дечак).
Такође, за суперлатив када је неодређени објекат, онда се каже овако:
Was am besten zu Ihnen passt? (Шта вам највише одговара?).

#### Деклинација придева по падежу
Постоје три типа деклинације придева: јака, слаба и мешовита. Јака се користи када нема ниједног члана, слаба када је ту одређени, а мешовита када су ту неодређени члан, присвојне заменице или одрични члан kein.
| Падеж     | Деклинације придева schön (леп) | Деклинације придева schön (леп) | Деклинације придева schön (леп) | Деклинације придева schön (леп) |
| Падеж     | мушки род                       | средњи род                      | женски род                      | множина                         |
| --------- | ------------------------------- | ------------------------------- | ------------------------------- | ------------------------------- |
| Номинатив | schöner                         | schönes                         | schöne                          | schöne                          |
| Генитив   | schönen                         | schönen                         | schöner                         | schöner                         |
| Датив     | schönem                         | schönem                         | schöner                         | schönen                         |
| Акузатив  | schönen                         | schönes                         | schöne                          | schöne                          |

| Падеж     | Деклинације придева groß (велик) | Деклинације придева groß (велик) | Деклинације придева groß (велик) | Деклинације придева groß (велик) |
| Падеж     | мушки род                        | средњи род                       | женски род                       | множина                          |
| --------- | -------------------------------- | -------------------------------- | -------------------------------- | -------------------------------- |
| Номинатив | große                            | große                            | große                            | großen                           |
| Генитив   | großen                           | großen                           | großen                           | großen                           |
| Датив     | großen                           | großen                           | großen                           | großen                           |
| Акузатив  | großen                           | große                            | große                            | großen                           |

| Падеж     | Деклинација придева wild (дивљи) | Деклинација придева wild (дивљи) | Деклинација придева wild (дивљи) | Деклинација придева wild (дивљи) |
| Падеж     | мушки род                        | средњи род                       | женски род                       | множина                          |
| --------- | -------------------------------- | -------------------------------- | -------------------------------- | -------------------------------- |
| Номинатив | wilder                           | wildes                           | wilde                            | wilden                           |
| Генитив   | wilden                           | wilden                           | wilden                           | wilden                           |
| Датив     | wilden                           | wilden                           | wilden                           | wilden                           |
| Акузатив  | wilden                           | wildes                           | wilde                            | wilden                           |

### Заменице

#### Именичке заменице

##### Личне именичке заменице
У немачком, генитив за личне заменице не постоји. Деклинација личних заменица је приказана у табели:
| Једнина | Номинатив     | ich (ја) | du (ти)  | er, sie, es (он, она, оно) |
| Једнина | Генитив/Датив | mir      | dir      | ihm, ihr, ihm              |
| Једнина | Акузатив      | mich     | dich     | ihn, sie, es               |
| Множина | Номинатив     | wir (ми) | ihr (ви) | sie/Sie (они, оне, она/Ви) |
| Множина | Генитив/Датив | uns      | euch     | ihnen/Ihnen                |
| Множина | Акузатив      | uns      | euch     | sie/Sie                    |

### W-упитно-односна питања
- 1.  (ко)
- 2.  (шта)
- 3. , , welches, (који, која, које)
- 4.  (како) (понекада има значење и који)
- 5.  (када) (не као предлог)
- 6.  (чији, чија, чије)
- 7.  (где) (у стању мировања, односно када се употребљава датив)
- 8.  (где, куда) (у стању кретања, односно када се употребљава акузатив)
- 9. , , weshalb, wozu (зашто, што, из којег разлога, због чега) (свеједно је који се употреби, јер у суштини имају исто значење)

Ево како се поједини деклинирају, који се могу деклинирати:
| Падеж     | wer | welcher             | welcher              | welcher             |
| Падеж     | wer | welcher (мушки род) | welches (средњи род) | welche (женски род) |
| --------- | --- | ------------------- | -------------------- | ------------------- |
| Номинатив | wer | welcher             | welches              | welche              |
| Генитив   | wes | welches             | welches              | welcher             |
| Датив     | wem | welchem             | welchem              | welcher             |
| Акузатив  | wen | welchen             | welches              | welche              |

### Редни бројеви
Када су у питању редни бројеви, додају се само наставци t, te, tes или ten, зависно од рода и падежа. То све важи од 1 до 19, јер се од 20 па надаље додају само наставци st, ste, stes или sten. Слично функционишу као придеви. Ево табеле:
| Падеж     | Деклинација редног броја zweit (други) | Деклинација редног броја zweit (други) | Деклинација редног броја zweit (други) | Деклинација редног броја zweit (други) |
| Падеж     | мушки род                              | средњи род                             | женски род                             | множина                                |
| --------- | -------------------------------------- | -------------------------------------- | -------------------------------------- | -------------------------------------- |
| Номинатив | zweiter                                | zweites                                | zweite                                 | zweite                                 |
| Генитив   | zweiten                                | zweiten                                | zweiter                                | zweiter                                |
| Датив     | zweitem                                | zweitem                                | zweiter                                | zweiten                                |
| Акузатив  | zweiten                                | zweites                                | zweite                                 | zweite                                 |

| Падеж     | Деклинација редног броја viert (четврти) | Деклинација редног броја viert (четврти) | Деклинација редног броја viert (четврти) | Деклинација редног броја viert (четврти) |
| Падеж     | мушки род                                | средњи род                               | женски род                               | множина                                  |
| --------- | ---------------------------------------- | ---------------------------------------- | ---------------------------------------- | ---------------------------------------- |
| Номинатив | vierte                                   | vierte                                   | vierte                                   | vierten                                  |
| Генитив   | vierten                                  | vierten                                  | vierten                                  | vierten                                  |
| Датив     | vierten                                  | vierten                                  | vierten                                  | vierten                                  |
| Акузатив  | vierten                                  | vierte                                   | vierte                                   | vierten                                  |

| Падеж     | Деклинација редног броја neunt (девети) | Деклинација редног броја neunt (девети) | Деклинација редног броја neunt (девети) |
| Падеж     | мушки род                               | средњи род                              | женски род                              |
| --------- | --------------------------------------- | --------------------------------------- | --------------------------------------- |
| Номинатив | neunter                                 | neuntes                                 | neunte                                  |
| Генитив   | neunten                                 | neunten                                 | neunten                                 |
| Датив     | neunten                                 | neunten                                 | neunten                                 |
| Акузатив  | neunten                                 | neuntes                                 | neunte                                  |

Ево и изузетака:
- 1
- 3
- 7
- 8

## Промена глагола
Немачки глаголи се мењају према:
- једној од две конјугације, слабој и јакој. Постоји око 200 глагола који се неправилно мењају.
- три лица: првом, другом и трећем
- два броја: једнини и множини
- три начина: индикатив, кондиционал (субјунктив и кондиционал се у немачком не разликују) и императив
- два рода: актив и пасив; пасив се дели на статички и динамички.
- два проста времена (презент, претерит) и 4 сложена времена (перфекaт, плусквамперфект, футур, футур II)

Такође постоје бројни начини да се прошири значење основног глагола коришћењем више префикса, нпр. er (један од префикса који мења значење глагола) + fahren (возити) = erfahren (искусити, сазнати).

### Помоћни глаголи
Помоћни глаголи у немачком су: haben (имати), sein (бити) и werden (постати).
| презент       | претерит      | партицип II |
| ------------- | ------------- | ----------- |
| ich bin       | ich war       | gewesen     |
| du bist       | du warst      | gewesen     |
| er/sie/es ist | er/sie/es war | gewesen     |
| wir sind      | wir waren     | gewesen     |
| ihr seid      | ihr wart      | gewesen     |
| sie/Sie sind  | sie/Sie waren | gewesen     |

| презент       | претерит        | партицип II |
| ------------- | --------------- | ----------- |
| ich habe      | ich hatte       | gehabt      |
| du hast       | du hattest      | gehabt      |
| er/sie/es hat | er/sie/es hatte | gehabt      |
| wir haben     | wir hatten      | gehabt      |
| ihr habt      | ihr hattet      | gehabt      |
| sie/Sie haben | sie/Sie hatten  | gehabt      |

| презент        | претерит        | партицип II |
| -------------- | --------------- | ----------- |
| ich werde      | ich wurde       | geworden    |
| du wirst       | du wurdest      | geworden    |
| er/sie/es wird | es/sie/es wurde | geworden    |
| wir werden     | wir wurden      | geworden    |
| ihr werdet     | ihr wurdet      | geworden    |
| sie/Sie werden | sie/Sie wurden  | geworden    |

### Партицип I
Партицип I је облик који се користи за описивање радње која се дешава истовремено са радњом која се прича у реченици. Може такође имати улогу придева или прилога (као глаголски прилог). Гради се искључиво суфиксом -(e)nd.
Пример глагола spielen (играти, свирати): spiel- + -end = spielend
Пример реченице са функцијом придева: Der spielende Junge (дечак који се игра или разиграни дечак).
Пример реченице са функцијом прилога: Er kam redend nach Hause (дошао је кући причајући).

### Партицип II
Партицип II је облик који се користи за грађење прошлог времена (перфекта и плусквамперфекта), футура II, као и пасива. Уједно представља и глаголски придев трпни. Гради се префиксом ge-, граматичком основом глагола и суфиксом -t (код правилних глагола), односно код неправилних остаје наставак -en, тј., дода се само префикс ge-. Постоје и мешовити, код којих се средина мало промени и дода само суфикс -t. Међутим, њих је свега неколико. Не мора увек да правилни глагол има и правилни партицип. Сваки партицип иде на крај реченице или зависне реченице (ако постоји нека независна).

#### Правилни глаголи
Пример глагола spielen (играти, свирати): ge- + spiel- + -t = gespielt

#### Правилни глагол са неправилним партиципом
Пример глагола gehen (ићи): ge- + gangen = gegangen

#### Неправилни глаголи
Пример глагола lesen (читати): ge- + lesen = gelesen

#### Мешовити глаголи
Пример глагола nennen (назвати, називати): ge- + nann- + -t = genannt

### Пасив
За пасив се употребљава помоћни глагол werden (постати) и партицип II.

#### Динамички
У немачком се динамички пасив може исказати на два начина:
1. Das Buch liest man (Реч man овде значи нешто као заменица се у српском).
2. Das Buch wird gelesen.

Оба значе: књига се чита.

#### Статички
У немачком се статички пасив баш као и динамички може исказати на два начина:
1. Das Buch las man (Реч man овде значи нешто као заменица се у српском).
2. Das Buch wurde gelesen.

Оба значе: књига се читала или књига је прочитана.

### Индикатив

#### Презент
Инфинитивни наставак за све глаголе у немачком је -(e)n.

##### Правилна промена
Правилна промена глагола kommen (доћи):
| Лице    | једнина           | множина        |
| ------- | ----------------- | -------------- |
| 1. лице | ich komme         | wir kommen     |
| 2. лице | du kommst         | ihr kommt      |
| 3. лице | er, sie, es kommt | sie/Sie kommen |

Пошто немачки садржи конјугацију, онда се изгуби наставак за инфинитив. За прво лице једнине, наставак је е, за друго st, а за треће t. За прво лице множине, глагол је као у инфинитиву, за друго t, а за треће или друго лице у формалном облику, исто као и за прво лице, глагол је као у инфинитиву.

##### Промена са раздвојивим префиксом
Сем префикса ver-, er-, be-, ent-, unter-, emp-, ge- и понекада über-, сви остали су развојиви од глагола. Раздвојиви префикси увек иду на крај реченице или на крај зависне реченице (ако постоји нека независна).
Промена са раздвојивим префиксом aufstehen (устати):
| Лице    | једнина                   | множина                |
| ------- | ------------------------- | ---------------------- |
| 1. лице | ich stehe ... auf         | wir stehen ... auf     |
| 2. лице | du stehst ... auf         | ihr steht ... auf      |
| 3. лице | er, sie, es steht ... auf | sie/Sie stehen ... auf |

##### Неправилна промена
Око 80 глагола у немачком је неправилно и у презенту, и у претериту. Њихов партицип II је такође неправилан. Такође, када су глаголи неправилни у презенту, најчешће су њихово 2. и 3. лице једнине неправилни, а остали правилни.
Неправилна промена глагола haben (имати):
| Лице    | једнина         | множина       |
| ------- | --------------- | ------------- |
| 1. лице | ich habe        | wir haben     |
| 2. лице | du hast         | ihr habt      |
| 3. лице | er, sie, es hat | sie/Sie haben |

Глаголи који се завршавају са d или t за глаголе који имају већ један сугласник и после њега и алвеоларни сугласник и на крају инфинитивни наставак en, у другом лицу множине оставља e, ради лакшег изговора. Такви глаголи нису неправилни. 
Пример тих глагола finden (наћи, пронађи и сматрати):
| Лице    | једнина            | множина        |
| ------- | ------------------ | -------------- |
| 1. лице | ich finde          | wir finden     |
| 2. лице | du findest         | ihr findet     |
| 3. лице | er, sie, es findet | sie/Sie finden |

Исто то важи и а глаголе који се завршавају са z или tz и на крају инфинитивни наставак en, у другом лицу једнине изоставља s код конјугације. Такви глаголи такође нису неправилни.
Пример тих глагола tanzen (плесати):
| Лице    | једнина           | множина        |
| ------- | ----------------- | -------------- |
| 1. лице | ich tanze         | wir tanzen     |
| 2. лице | du tanzt          | ihr tanzt      |
| 3. лице | er, sie, es tanzt | sie/Sie tanzen |

##### Модални глаголи
Модални глаголи се у једнини неправилно мењају, али главна њихова карактеристика јесте да су прво и треће лице једнине потпуно исто. 
Модални глаголи у немачком су: mögen (волети), können (моћи, знати, умети), müssen (морати), sollen (требати), dürfen (смети) и wollen (желети, хтети).
Пример мењања глагола wollen (желети, хтети):
| Лице    | једнина          | множина        |
| ------- | ---------------- | -------------- |
| 1. лице | ich will         | wir wollen     |
| 2. лице | du willst        | ihr wollt      |
| 3. лице | er, sie, es will | sie/Sie wollen |

##### Глаголи са повратном заменицом
Као у српском и неким другим германским језицима, тако и у немачком постоје повратне заменице да се направи повратни глаголски облик.
Пример мењања глагола sich ärgern (љутити се):
| Лице    | једнина                 | множина             |
| ------- | ----------------------- | ------------------- |
| 1. лице | ich ärgere mich         | wir ärgern uns      |
| 2. лице | du ärgerst dich         | ihr ärgert euch     |
| 3. лице | er, sie, es ärgert sich | sie/Sie ärgern sich |

Треба рећи да повратна заменица не иде на крај реченице.

#### Перфекат
Перфекат се у немачком гради помоћним глаголима haben (користи се за глаголе са прелазним и повратним глаголским родом) и sein (користи се за глаголе који приказују стање кретања, али и поједине глаголе са непрелазним глаголским родом) и партиципом глагола.
Пример глагола spielen (играти, свирати):
| Лице    | једнина                      | множина                    |
| ------- | ---------------------------- | -------------------------- |
| 1. лице | ich habe ... gespielt        | wir haben ... gespielt     |
| 2. лице | du hast ... gespielt         | ihr habt ... gespielt      |
| 3. лице | er, sie, es hat ... gespielt | sie/Sie haben ... gespielt |

#### Претерит
Претерит је врста простог прошлог времена у које се глагол мења у други облик без помоћног глагола да покаже прошло време. Ово време се такође користи за модалне глаголе. Оно што је специфично за претерит јесте то што су прво и треће лице једнине као и код модалних глагола потпуно исти. 
У говорном језику се доста слабије користи од перфекта.

##### Правилна промена
На правилне глаголе се дода инфинитивни наставак -ten. У правилне глаголе такође спадају и модални глаголи (иако је претерит глагола mögen у ствари mochten).
Правилна промена глагола spielen (доћи):
| Лице    | једнина             | множина          |
| ------- | ------------------- | ---------------- |
| 1. лице | ich spielte         | wir spielten     |
| 2. лице | du spieltest        | ihr spieltet     |
| 3. лице | er, sie, es spielte | sie/Sie spielten |

##### Неправилна промена
Око 120 глагола у немачком је неправилно само у претериту, као и њихов партицип. Њихови облици се морају учити напамет.
Пример мењања глагола sein (бити):
| Лице    | једнина         | множина       |
| ------- | --------------- | ------------- |
| 1. лице | ich war         | wir waren     |
| 2. лице | du warst        | ihr wart      |
| 3. лице | er, sie, es war | sie/Sie waren |

Пример мењања глагола haben (имати):
| Лице    | једнина           | множина        |
| ------- | ----------------- | -------------- |
| 1. лице | ich hatte         | wir hatten     |
| 2. лице | du hattest        | ihr hattet     |
| 3. лице | er, sie, es hatte | sie/Sie hatten |

#### Плусквамперфекат
Плусквамперфекат је исто што и перфекат, само што су глаголи haben и sein у претериту. Као и у српском, представља радњу која се десила у далекој прошлости.
Пример глагола spielen (играти, свирати):
| Лице    | једнина                        | множина                     |
| ------- | ------------------------------ | --------------------------- |
| 1. лице | ich hatte ... gespielt         | wir hatten ... gespielt     |
| 2. лице | du hattest ... gespielt        | ihr hattet ... gespielt     |
| 3. лице | er, sie, es hatte ... gespielt | sie/Sie hatten ... gespielt |

#### Футур I
Футур I се гради помоћним глаголом werden и на крају реченице или крај првог дела неке изречене радње која се завршава запетом иде обичан глагол који је у инфинитиву. Представља будуће време, баш као и у српском.

##### Мењање глаголаwerden(постати):
| Лице    | једнина          | множина        |
| ------- | ---------------- | -------------- |
| 1. лице | ich werde        | wir werden     |
| 2. лице | du wirst         | ihr werdet     |
| 3. лице | er, sie, es wird | sie/Sie werden |

Глагол werden се потпуно за 2. и 3. лице једнине неправилно мења. У 2. лицу остаје наставак -st, али нестаје d и e се у i претвара, а у 3. лицу нема наставка -t, већ d остаје и e се такође као и за 2. лице у i претвара. За 2. лице множине -e остаје због лакшег и логичнијег изговора.
Пример глагола kommen (доћи):
| Лице    | једнина                     | множина                   |
| ------- | --------------------------- | ------------------------- |
| 1. лице | ich werde ... kommen        | wir werden ... kommen     |
| 2. лице | du wirst ... kommen         | ihr werdet ... kommen     |
| 3. лице | er, sie, es wird ... kommen | sie/Sie werden ... kommen |

#### Футур II
Футур II је слично што и футур I, само што глагол постаје партицип и на крају после партиципа се додаје глагол у инфинитиву haben (имати). Глаголски је начин који представља радњу која може да се догоди у будућности, али и не мора (као и у српском).
Пример глагола spielen (играти, свирати):
| Лице    | једнина                             | множина                           |
| ------- | ----------------------------------- | --------------------------------- |
| 1. лице | ich werde ... gespielt haben        | wir werden ... gespielt haben     |
| 2. лице | du wirst ... gespielt haben         | ihr werdet ... gespielt haben     |
| 3. лице | er, sie, es wird ... gespielt haben | sie/Sie werden ... gespielt haben |

### Конјуктив

#### Конјуктив I
Конјуктив I је облик глагола којим се исказује индиректан говор, тј., време којим се препричава нешто што је неко рекао, нпр.: Er sagt, er habe keine Zeit (он каже да нема времена). Такође се користи и у неким фразама, нпр.: Es lebe die Nation (живела нација). Овај субјунктив се гради глаголом у презенту. Оно што га одликује јесте то што су 1. и 3. лице једнине потпуно идентични и што се за 2. лице једнине и множине оставља -e.
Пример мењања глагола sein (бити):
| Лице    | једнина         | множина       |
| ------- | --------------- | ------------- |
| 1. лице | ich sei         | wir seien     |
| 2. лице | du sei(e)st     | ihr sei(e)t   |
| 3. лице | er, sie, es sei | sie/Sie seien |

Пример мењања глагола haben (имати):
| Лице    | једнина          | множина       |
| ------- | ---------------- | ------------- |
| 1. лице | ich habe         | wir haben     |
| 2. лице | du habest        | ihr habet     |
| 3. лице | er, sie, es habe | sie/Sie haben |

Пример мењања глагола schreiben (писати):
| Лице    | једнина              | множина           |
| ------- | -------------------- | ----------------- |
| 1. лице | ich schreibe         | wir schreiben     |
| 2. лице | du schreibest        | ihr schreibet     |
| 3. лице | er, sie, es schreibe | sie/Sie schreiben |

#### Конјуктив II
Конјуктив II је облик глагола који показује неке претпоставке или изражавање жеља. Сличан је као српски потенцијал, што занчи да се исказује њиме нека жеља или могућност коју би волели да остваримо. Овај субјунктив се гради глаголом у претериту. На тај глаголу у претериту ако могу, додају се умлаути и у 1. и 3. лицу једнине се додаје -e, ако га није било. Оно што га одликује јесте то што су 1. и 3. лице једнине потпуно идентични и што се за 2. лице једнине и множине оставља -e. Помоћни глаголи haben (имати), sein (бити) и werden (постати) имају свој облик. Мада, многи неправилни глаголи такође имају свој облик грађења. Сви остали правилни глаголи се граде конјуктивом претерита werden (постати).
Пример мењања глагола sein (бити):
| Лице    | једнина          | множина       |
| ------- | ---------------- | ------------- |
| 1. лице | ich wäre         | wir wären     |
| 2. лице | du wärest        | ihr wäret     |
| 3. лице | er, sie, es wäre | sie/Sie wären |

Пример мењања глагола haben (имати):
| Лице    | једнина           | множина        |
| ------- | ----------------- | -------------- |
| 1. лице | ich hätte         | wir hätten     |
| 2. лице | du hättest        | ihr hättet     |
| 3. лице | er, sie, es hätte | sie/Sie hätten |

Пример мењања глагола werden (постати):
| Лице    | једнина           | множина        |
| ------- | ----------------- | -------------- |
| 1. лице | ich würde         | wir würden     |
| 2. лице | du würdest        | ihr würdet     |
| 3. лице | er, sie, es würde | sie/Sie würden |

У овај облик глагола се често убраја и глагол möchten (желети, хтети), јер је конјуктив претерита глагола mögen (желети, хтети).

### Императив
Императив или заповедни начин у немачком се прави на четири начина:

#### Обраћање једној особи у неформалном облику (обраћање особи наdu(ти))
Одбије се инфитивни наставак -en или -n (чак се и -n одбија за неке глаголе који се завршавају на -en) и уклони заменица (заменица може да и остави, али иде на друго место):
1. Lerne (dir) diese Lektion! (научи ову лекцију)
2. Geh (dir) dorthin! (иди тамо)

#### Обраћање већем броју људи (обраћање особама наihr(ви))
Не мења се ништа, сем тога што глагол одлази на прво место и што се уклони заменица (заменица може да и остави, али иде на друго место):
1. Lernt (euch) diese Lektion! (научите ову лекцију)
2. Geht (euch) dorthin! (идите тамо)

#### Обраћање већем броју људи у првом лицу (обраћање особама наwir(ми))
Не мења се такође ништа, сем тога што глагол одлази на прво место и остаје лична заменица:
1. Lernen wir diese Lektion! (научимо ову лекцију)
2. Gehen wir dorthin! (идимо тамо)

#### Обраћање једној особи у облику персирања (формалном облику) (обраћање особи наSie(Ви))
Не мења се такође ништа, сем тога што глагол одлази на прво место и остаје лична заменица:
1. Lernen Sie diese Lektion! (научите ову лекцију)
2. Gehen Sie dorthin! (идите тамо)

Такође, када се ово време глагола користи, лепше је додати после глагола ова три облика: bitte, mal, bitte mal. Такође, сва три значе молим.

## Синтакса и састављање реченице
Основни облик синтаксе је у немачком по ставу субјекат - предикат - објекат када нема ништа пре субјекта. Када је у питању одричан облик, ту постоји речца nicht за глаголе, а за именице одрични члан kein. Може да се употреби и речца nicht, али онда иде после објекта, односно именице. Притом, тај начин одричења са речцом nicht код именица је редак.

### Најобичнији ред речи у реченици

#### Потврдан
Састављање речи у реченицу у презенту иде овако:
1. субјекат
2. предикат
3. објекат

Ich esse den Apfel. (Ја једем јабуке).
или овако:
1. објекат
2. предикат
3. субјекат (искључиво као заменица)

Den Apfel esse ich. (Ја једем јабуке).
Састављање речи у реченицу у презенту и ту је модалан глагол иде овако:
1. субјекат
2. прекидат (као модалан глагол)
3. објекат
4. предикат

Ich will ins Kino gehen. (Ја желим да идем у биоскоп).
Исти овај редослед речи се употребљава и са два обична глагола, сем што овај други који иде на крај реченице добија предлог zu, као и што што се после зависне реченице (ако је зависна прва) односно независне (ако је независна прва) дода запета. Ево пример:
Ich habe vor, Klavier zu spielen. (Ја планирам да свирам клавир).
Међутим, када су ту глаголи са раздвојивим префиксом, zu се смешта између префикса и глагола. Притом се све то пише заједно. Ево пример:
Ich habe vor, aufzustehen. (Ја планирам да устанем).

#### Одричан
Састављање речи у реченицу у одричном облику у презенту иде овако:
1. субјекат
2. предикат
3. речца nicht
4. објекат

Ich bin nicht zu Hause. (Ја сам код куће).
Састављање речи у реченицу у одричном облику у презенту, где је именица, иде овако:
1. субјекат
2. предикат
3. члан kein
4. објекат

Ich esse keinen Apfel. (Ја не једем јабуке).
Састављање речи у реченицу у одричном облику у презенту, где је именица, а оставља се речца nicht иде овако:
1. субјекат
2. предикат
3. објекат
4. речца nicht

Ich esse den Apfel nicht. (Ја не једем јабуке).
Састављање речи у реченицу која приказује стање кретања у презенту и ту је модалан глагол иде овако:
1. субјекат
2. предикат (модалан глагол)
3. речца nicht
4. предлог (+ члан)
5. члан (није обавезан, због комбинације у 4. кораку)
6. објекат
7. предикат (непромењени глагол)

Ich will nicht ins Kino gehen. (Ја не желим да идем у биоскоп).

#### Упитан

##### Потврдан
Састављање речи у реченицу у упитно-потврдном облику у презенту иде овако:
1. субјекат
2. предикат
3. објекат

Esse ich den Apfel? (Једем ли јабуке).

##### Одричан
Састављање речи у реченицу у одрично-потврдном облику у презенту иде овако:
1. субјекат
2. предикат
3. речца nicht
4. објекат

Bin ich nicht im Kaufhaus? (Нисам ли у робној кући).
Састављање речи у реченицу у одрично-потврдном облику у презенту, са именицом иде овако:
1. субјекат
2. предикат
3. члан kein
4. објекат

Esse ich kein Apfel? (Не једем ли јабуку).
Састављање речи у реченицу у одрично-потврдном облику у презенту, са именицом и речцом nicht иде овако:
1. субјекат
2. предикат
3. објекат
4. речца nicht

Esse ich den Apfel nicht? (Не једем ли јабуку).
Могу и да се оставе исти редоследи речи у реченици, само се даје узлазни акценат на крају речи, само је тај начин рећи.

##### СаW-упитно-односним питањем
Састављање речи у реченицу која има W-упитно-односно питање и модалан глагол иде овако:
1. W-упитно-односно питање
2. предикат
3. субјекат

Was nehme ich. (Шта узимам).

### Облик са прилогом

#### После независне реченице

##### Независна реченица без модалног глагола

###### Потврдан облик
1. субјекат
2. предикат
3. прилог

Ich laufe morgen. (Сутра трчим).

###### Одричан облик
1. субјекат
2. предикат
3. прилог
4. речца nicht

Ich laufe morgen nicht. (Сутра не трчим).

##### Независна реченица са модалним глаголом

###### Потврдан облик
1. субјекат
2. предикат (као модалан глагол)
3. прилог
4. предикат (као обичан глагол)

Ich werde morgen laufen. (Сутра ћу да трчим).

###### Одричан облик
1. субјекат
2. предикат (као модалан глагол)
3. прилог
4. речца nicht
5. предикат (као обичан глагол)

Ich werde morgen nicht laufen. (Сутра нећу да трчим).

#### Пре независне реченице
Овај облик се често назива и V2 облик, што значи да глагол мора увек да буде на другом месту.

##### Независна реченица без модалног глагола

###### Потврдан облик
1. прилог
2. предикат
3. субјекат

Morgen laufe ich. (Сутра трчим).

###### Одричан облик
1. прилог
2. предикат
3. субјекат
4. речца nicht

Morgen laufe ich nicht. (Сутра не трчим).

##### Независна реченица са модалним глаголом

###### Потврдан облик
1. прилог
2. предикат (као модалан глагол)
3. субјекат
4. предикат (као обичан глагол)

Morgen werde ich laufen. (Сутра ћу да трчим).

###### Одричан облик
1. прилог
2. предикат (као модалан глагол)
3. субјекат
4. речца nicht
5. предикат (као обичан глагол)

Morgen werde ich nicht laufen. (Сутра нећу да трчим).

### Облик са већином везника и са упитно-односним придевским заменицама

#### Потврдан
Када се појаве везници, онда редослед иде овако:
1. везник
2. субјекат
3. објекат
4. предикат

Wenn du es willst. (Ако или када то желиш).
а са модалним и обичним глаголом изгледа овако:
1. везник
2. субјекат
3. објекат
4. предикат (као обичан глагол)
5. предикат (као модалан глагол)

Wenn du es haben willst. (Ако или када то желиш да имаш).
Ако постоји даље независна реченица, редослед речи изгледа овако
1. везник
2. субјекат
3. објекат
4. предикат (као обичан глагол)
5. предикат (као модалан глагол)
6. предикат (као модалан глагол)
7. субјекат (није обавезан)
8. објекат
9. предикат (као обичан глагол)

Wenn du es haben willst, kannst es lesen. (Ако (или када) то желиш да имаш, можеш га прочитати).
Овакав облик се користи и са упитно односне заменице у примеру ове реченице:
Das ist ein Junge, der sehr klug ist. (Ово је дечак који је веома паметан).
Оне такође зависе и од рода и броја именице.

#### Одричан
1. везник
2. субјекат
3. одрични чланови или објекат (као заменица у 3. роду)
4. објекат (као именица) или одрична речца
5. предикат

##### Са објектом као именица
Wenn du kein Buch willst. (Ако (или када) не желиш да имаш књигу).

##### Са објектом као заменица
Wenn du es nicht willst. (Ако (или када) то не желиш да имаш).
Овај ред се исто употребљава и са реченицама без везника и са прилозима и прилошким одредбама, само је предикат на 2. месту.

### Са прилозима

#### Потврдан
1. субјекат
2. предикат
3. прилог
4. објекат

Ich kaufe oft Bücher. (Често купујем књиге).

#### Одричан
1. субјекат
2. предикат
3. речца nicht
4. прилог
5. објекат

Ich kaufe nicht oft Bücher. (Не купујем често књиге).

### Са прилошким одредбама

#### Потврдан
- субјекат
- предикат (може бити и потврдан и одричан)
- прилошка одредба
- објекат или предикат (као обичан глагол)

##### Са објектом
Ich spiele sehr gut Klavier. (Свирам клавир врло добро).

##### Са предикатом
Ich kann gut schreiben. (Знам добро да пишем).

#### Одричан
- субјекат
- предикат (може бити и потврдан и одричан)
- речца nicht
- прилошка одредба
- објекат или предикат (као обичан глагол)

##### Са објектом
Ich spiele nicht gut Klavier. (Не свирам добро клавир).

##### Са предикатом
Ich kann nicht gut schreiben. (Не знам добро да пишем).

### Када постоји два модална и један обичан глагол

#### Потврдан
1. субјекат
2. прекидат (као обичан глагол)
3. објекат
4. прекидат (као обичан глагол)
5. прекидат (као модалан глагол)

Ich möchte Klavier spielen können. (Желим да могу да свирам клавир).

#### Одричан
1. субјекат
2. прекидат (као модалан глагол)
3. речца nicht
4. везник dass
5. субјекат
6. објекат
7. прекидат (као обичан глагол)
8. прекидат (као модалан глагол)

Ich möchte nicht Klavier spielen können. (Не желим да могу да свирам клавир).

## Адвербијалне реченице
Прилошке реченице су по синтаксичном статусу и функцији, зависне клаузе. Њихов други назив су адвербијалне реченице. Адвербијалне реченице су реченице које настају када се прилошке (адвербијалне) одредбе развију у реченице. Пошто има више врста адвербијалних одредаба, то има више врста адвербијалних реченица. У немачком језику су прилошке реченице (нем. die Adverbialsätze) такође, зависне клаузе, а по значењу се могу делити на : локалне (месне) реченице, темпоралне (временске), компаративне (начинске), консекутивне (последичне), каузалне (узрочне) финалне (намерне), кондиционалне (условне), концесивне (износе сметњу радње).

### Локалне
Локалним се реченицама описује прилошка одредба за место. Таква реченица може почети :
1. прилозима - где, куда, колико далеко (нем. wo, wohin, wie weit) и њима одговарају прилози овде, овамо, туда (da, dahin, daher) и она је увек релативна.
2. Примери :

- Ich suchte meine Freundin, wo sie vor einigen Tagen war. (Тражила сам своју другарицу тамо где је била пре неколико дана.)
- Du wirst dorthin gehen, wohin ich dich führe. (Ићи ћеш тамо куд те ја водим.)

Напомена : Истим овим прилозима могу почињати и субјекатске и објекатске реченице, само оне не садрже адвербијалну одредбу за место.
- Es ist ihr nich bekannt, wo ihre Mutter jetzt ist. (Непознато јој је где јој је мајка.) - субјекатска реченица
- Er weiß nicht, wo sie die Zeit verbringt. (Он не зна где она проводи време.) - објекатска реченица

### Темпоралне
Временска реченица описује прилошку одредбу за време. Радња може почети следећим везницима :
- истовремена радња (нем. als*, wenn*, da, sobald, sooft, solange, sowie, während*, wie, indem) :
- Примери :

1. Ich war fünf Jahre alt, als ich den ersten Berg bestieg. (Имао сам пет година када сам се попео на прву планину.)
2. Er war immer hier, wenn es von neuem Arbeit gab. (Био је увек овде када је поново било посла.)
3. Während er sprach, kam sie ins Zimmer. (Још док је говорио, дошла је у собу.)
4. Solange es regnet, müssen wir unsere Regenschirme aufspannen. (Све док пада киша, морамо отворити кишобране.)

*während може имати и адверзативно значење, али иза њега ред речи остаје неизмењен, тј. зависне реченице.
*Sie fuhr mit dem Zug, während er mit dem Bus fahren wollte. (Она је отпутовала возом, док је он хтео да путује аутобусом.)
- претходна радња (нем. nachdem*, seit, seitdem, als, wenn, sobald) :
- Примери :

1. Nachdem wir uns verabschiedet hatten, begaben wir uns nach Hause. (Пошто смо се опростили, кренули смо кући.)
2. Seit wir befreundet sind, besuchen wir einander oft. (Откад смо се спријатељили, посећујемо се често.)
3. Seitdem ihre Eltern gestorben waren, hatte sie keine Freude mehr am Leben. (Откако су јој умрли родитељи, није имала више воље за животом.)

*ако је у главној реченици перфекат, онда је у временској футур I - Nachdem er Deutsch gelernt hat, wird er sein Studium beginnen. (Када буде научио немачки, започеће своје студије.)

#### Разлика измеђуwennиals
Wenn се употребљава за садашњу, будућу и прошлу радњу која се понавља увек кад, кад год.
Wenn ich meine Prüfung bestanden habe, dann feiern wir. (Када будем положио испит, славићемо.)
Als се употребљава за прошлу радњу која се једанпут десила у прошлости, која се не понавља.
Als ich klein war, hatte ich viele Freunde. (Када сам била мала, имала сам пуно пријатеља.)
- за накнадну радњу (нем. ehe, bevor, bis) :
- Примери :

1. Еhe ich einen Satz schreibe, muss ich auf die Grammatik aufpassen. (Пре него што напишем реченицу, морам пазити на граматику.)
2. Bevor ich etwas sage, bedenke ich es gut. (Пре него што нешто кажем, размислим добро.)
3. Lange hat sie ihr Kind betrachtet, bis es eingeschlafen ist. (Дуго је посматрала своје дете док није заспало.)

### Компаративне реченице
Ова врста реченица описује начин радње главне реченице. Оне показују однос једнакости или неједнакости према радњи главне реченице и то су, у ствари, компаративне реченице (нем. die Komparativsätze).
- једнакост се изриче везником wie :

1. Alles geht nicht so, wie wir wollen. (Све не иде онако, како желимо.)

- неједнакост се изриче везником als

1. Sie weiß mehr, als ich dachte. (Она зна много више, него што сам мислила.)

- могућност извршења радње и нестварност изриче се реченицама везаним везницима (нем. als. als ob, als wenn)
- Иза als. als ob, als wenn стоји по правилу конјунктив презента.
  - Sie schaut mich an, als ob sie mich nicht verstünde. (Она ме гледа, као да ме не разуме.)
  - Sie schaut mich an, als verstünde sie mich nicht.

### Консекутивне реченице
Последичне реченице у немачком језику износе последицу радње главне реченице и почиње везницима (нем. so - dass, so dass). Ако је у главној реченици претерит, мора доћи до слагања времена, односно, у зависној реченици морамо имати претерит.
1. Der Gast schubste die Kellnerin, sodass diese die Suppe verschüttete. (Гост је гурнуо конобарицу тако да је пролила супу.)
2. Bald war genug Geld zusammen, so dass zahlreiche Holzhäuser gebaut werden konnten. (Ускоро се скупило довољно новца, толико да су се бројне дрвене куће изградиле.)

*Напомена - ако имамо придев или прилог користимо so... dass да бисмо нагласили значење.
1. Er fuhr so rücksichtslos durch die Pfütze, dass er alle Umstehenden schmuzig machte. (Возио је тако немилосрдно, да је целу околину испрљао.)
2. Er war ein so erfolgreicher Geschäftsmann, dass er in kurzer Zeit viel Geld verdiente. (Био је тако успешан пословни човек, да је за кратко време зарадио много новца.)

### Каузалне реченице
Ове реченице користе везнике (нем. weil, da, zumal). Каузалне реченице износе узрок радње главне реченице. Корелати ове групе реченица су : (нем. daher, darum, deshalb, deswegen, aus diesem Grund). Битно је напоменути, да је конјунктор независних реченица denn. Њега користимо када у независним реченицама имамо лични глаголски облик, а он увек иде на крају.
1. Еr ist nicht gekommen, weil er Kopfschmerzen hat. (Није дошао, јер има главобољу.)
2. Er ist nicht gekommen, denn er hat Kopfschmerzen. (Није дошао, зато што има главобољу.)
3. Er ist nicht gekommen, weil der Bus eine Panne hatte. (Није дошао, јер је аутобус имао квар.)
4. Er ist nicht gekommen, denn hatte der Bus eine Panne. (Није дошао, зато што је аутобус имао квар.)

У говорном језику почиње реченица са weil и као одговор на постављено питање, а везник da стоји у реченици која претходи главној, јер означава познати узрок и приликом коришћења овог везника, глагол је на другом месту, а не на крају зависне реченице.
Worüber ärgern Sie sich? - Weil ich den Bus versäumt habe. (Због чега се љутите? Јер сам пропустила аутобус.)
Da wir zusammen arbeiten, kommt er zu mir. (Пошто заједно радимо, долази он према мени.)

### Финалне реченице
Ова група реченица износи намеру или циљ радње главне реченице и почиње везницима : (нем. damit, um zu) (превод: да би).
Важно је напоменути, да се финалне реченице могу изразити инфинитивном реченицом, односно, групом, тј. са um zu и инфинитивом. Када имамо два различита субјекта, морамо користити везник damit.
1. Damit der Arzt nichts merkte, versteckte der Kranke die Zigaretten. (Да лекар не би приметио, сакрио је пацијент цигарете.)
2. Er trank heiße Milch, damit er leichter einschlafen konnte. (Пио је вруће млеко, да би лакше могао да заспи.)/ Er trank heiße Milch, um leichter einschlafen zu können.

Како би се реченица још скратила, може се употребити инфинитивна конструкција zu + Infinitiv :
Er trank heiße Milch, um leichter einzuschlafen. (Пио је вруће млеко, да би лакше заспао.)

### Концесивне реченице
Концесивна реченица износи сметњу радње главне реченице, али допушта да се радња ипак изврши; она почиње са (нем. obwohl, obgleich, obschon, wenn auch noch so). Obgleich и obschon су архаични облици ове групе везника. Најучесталија употреба је везника obwohl. Исти превод као и значење имају и архаични и облици који су присутни у савременом немачком језику.
1. Obwohl wir uns ständig streiten, sind wir doch gute Freunde. (Иако се често свађамо, добри смо пријатељи.)
2. Obwohl er schlecht schlief, war er gegen die Pille. (Иако је лоше спавао, био је против таблете.)
3. Obgleich er kommen wollte, ist er nicht gekommen. (Иако је хтео доћи, није дошао.)

### Елиптичне реченице
Елиптичне реченице су независне реченице у којима се често изостављају неке речи, па и поједини делови, да би се истакло само оно најбитније у реченици. Тако се изостављају :
- помоћни глаголи (ауксилиарни) и субјекти

Nicht wahr? (Ist es..?) (Зар не?) Schon zurück! (Већ се вратио!)
- део глагола, цео глагол или придев

Er ist fort (fortgegangen). (Отишао је.)
Mein Sohn ist noch nicht zehn Jahre (alt). (Мој син нема још ни десет година.)
- предикат истог значења

Ich gehe in die Schule, und sie ins Kino (geht). (Ја идем у школу, она у биоскоп.)
- помоћни глагол као део предиката

Ich habe heute geschrieben und gelernt. (Данас сам писао и учио.)
- субјекат у песништву

Kann dir die Hand nicht geben (Uhland). (Не могу ти дати руку (Уланд)).
- у ову врсту реченица могу се убројати и реченични еквиваленти (Teilsatzäquivalenten)

Ja! Nein! Danke! Bitte! Tag! Morgen! Bis bald! Anwesend! (Присутан!)

## Правопис и склапање речи у једну реч
Код немачке сложенице, леви делови речи модификују значење десних, нпр. Regenschirm (срп. кишобран). За разлику од српског где се сложенице са већим бројем речи пишу одвојено (стога и немамо утисак да су сложенице), у немачком се оне пишу састављено, нпр. Hundehütte (кућица за псе). Што се тиче рода, последња реч у сложеници има главни род, нпр. die Freizeit (срп. слободно време, јер је реч die Zeit последња реч).
Немачки правопис, за разлику од других, захтева писање именица великим словом, чак иако нису на почетку реченице. Као и код других западногерманских језика, и у немачком када се наводи име језика, пише се великим почетним словом, нпр.: Die Deutsche Sprache (немачки језик).
Најдужа званична реч у немачком језику је Donaudampfschifffahrtselektrizitätenhauptbetriebswerkbauunterbeamtengesellschaft (Под-државно предузеће за изградњу главног депоа Дунавске паре) од 80 слова.
Када се у енглеском користи заменица it, тада се и у немачком користи заменица es.
Када ће се нека именица опет понављати, а налази се у сложеници и раздваја се од неке именице, као и код других германских језика, онда се на ову именицу од које се та именица раздваја додаје -, нпр.: Zweit- oder Fremdsprache (други или страни језик).